# Pallacanestro ai Giochi della XXIV Olimpiade - Torneo maschile
Il torneo maschile di pallacanestro ai Giochi della XXIV Olimpiade ebbe inizio il 17 settembre 1988 e si concluse il 30 settembre. L'Unione Sovietica sconfisse in finale la Jugoslavia con il risultato di 76-63; il bronzo andò agli Stati Uniti.

## Risultati

### Fase preliminare

#### Gruppo A
| Team                  | Pt | V     | PF        | DP  | SD  |
| --------------------- | -- | ----- | --------- | --- | --- |
| 1. Jugoslavia         | 9  | 4 - 1 | 468 - 384 | +84 | 1-0 |
| 2. Unione Sovietica   | 9  | 4 - 1 | 460 - 393 | +67 | 0-1 |
| 3. Australia          | 8  | 3 - 2 | 429 - 408 | +21 | 1-0 |
| 4. Porto Rico         | 8  | 3 - 2 | 382 - 387 | -5  | 0-1 |
| 5. Rep. Centrafricana | 6  | 1 - 4 | 346 - 436 | -90 |     |
| 6. Corea del Sud      | 5  | 0 - 5 | 384 - 461 | -77 |     |

| Seul 18 settembre 1988 | Australia | 81 – 77 (50-36) | Porto Rico | Jamsil Gymnasium |

| Seul 18 settembre 1988 | Rep. Centrafricana | 73 – 70 (47-30) | Corea del Sud | Jamsil Gymnasium |

| Seul 18 settembre 1988 | Unione Sovietica | 79 – 92 (33-39) | Jugoslavia | Jamsil Gymnasium |

| Seul 20 settembre 1988 | Corea del Sud | 74 – 79 (30-38) | Porto Rico | Jamsil Gymnasium |

| Seul 20 settembre 1988 | Rep. Centrafricana | 79 – 92 (33-39) | Jugoslavia | Jamsil Gymnasium |

| Seul 20 settembre 1988 | Australia | 69 – 91 (33-39) | Unione Sovietica | Jamsil Gymnasium |

| Seul 21 settembre 1988 | Corea del Sud | 92 – 104 (46-48) | Jugoslavia | Jamsil Gymnasium |

| Seul 21 settembre 1988 | Porto Rico | 81 – 93 (d.t.s.) (39-37, 76-76) | Unione Sovietica | Jamsil Gymnasium |

| Seul 21 settembre 1988 | Australia | 106 – 67 (57-35) | Rep. Centrafricana | Jamsil Gymnasium |

| Seul 23 settembre 1988 | Rep. Centrafricana | 67 – 71 (41-27) | Porto Rico | Jamsil Gymnasium |

| Seul 23 settembre 1988 | Corea del Sud | 73 – 110 (38-59) | Unione Sovietica | Jamsil Gymnasium |

| Seul 23 settembre 1988 | Australia | 78 – 98 (43-52) | Jugoslavia | Jamsil Gymnasium |

| Seul 24 settembre 1988 | Australia | 95 – 75 (51-39) | Corea del Sud | Jamsil Gymnasium |

| Seul 24 settembre 1988 | Rep. Centrafricana | 78 – 87 (31-40) | Unione Sovietica | Jamsil Gymnasium |

| Seul 24 settembre 1988 | Porto Rico | 74 – 72 (36-37) | Jugoslavia | Jamsil Gymnasium |

#### Gruppo B
| Team           | Pt | V     | PF        | DP   |
| -------------- | -- | ----- | --------- | ---- |
| 1. Stati Uniti | 10 | 5 - 0 | 485 - 302 | +183 |
| 2. Spagna      | 9  | 4 - 1 | 484 - 435 | +49  |
| 3. Brasile     | 8  | 3 - 2 | 590 - 522 | +68  |
| 4. Canada      | 7  | 2 - 3 | 479 - 455 | +24  |
| 5. Cina        | 6  | 1 - 4 | 433 - 527 | -94  |
| 6. Egitto      | 5  | 0 - 5 | 338 - 568 | -230 |

| Seul 17 settembre 1988 | Cina | 98 – 84 (47-43) | Egitto | Jamsil Gymnasium |

| Seul 17 settembre 1988 | Brasile | 125 – 109 (56-45) | Canada | Jamsil Gymnasium |

| Seul 17 settembre 1988 | Spagna | 53 – 97 (32-48) | Stati Uniti | Jamsil Gymnasium |

| Seul 20 settembre 1988 | Brasile | 130 – 108 (72-61) | Cina | Jamsil Gymnasium |

| Seul 20 settembre 1988 | Canada | 70 – 76 (42-40) | Stati Uniti | Jamsil Gymnasium |

| Seul 20 settembre 1988 | Egitto | 70 – 113 (44-57) | Spagna | Jamsil Gymnasium |

| Seul 21 settembre 1988 | Brasile | 87 – 102 (55-63) | Stati Uniti | Jamsil Gymnasium |

| Seul 21 settembre 1988 | Canada | 117 – 64 (61-32) | Egitto | Jamsil Gymnasium |

| Seul 21 settembre 1988 | Cina | 74 – 106 (43-59) | Spagna | Jamsil Gymnasium |

| Seul 23 settembre 1988 | Canada | 84 – 94 (51-45) | Spagna | Jamsil Gymnasium |

| Seul 23 settembre 1988 | Brasile | 138 – 85 (66-38) | Egitto | Jamsil Gymnasium |

| Seul 23 settembre 1988 | Cina | 57 – 108 (26-59) | Stati Uniti | Jamsil Gymnasium |

| Seul 24 settembre 1988 | Canada | 99 – 86 (56-52) | Cina | Jamsil Gymnasium |

| Seul 24 settembre 1988 | Egitto | 35 – 102 (21-62) | Stati Uniti | Jamsil Gymnasium |

| Seul 24 settembre 1988 | Brasile | 110 – 118 (57-61) | Spagna | Jamsil Gymnasium |

### Fase finale

#### Quarti di finale
| Seul 26 settembre 1988, ore 11:45 | Stati Uniti               | 94 – 57 (48-28) referto | Porto Rico | Jamsil Students' Gymnasium\| Arbitri: \| Kōstas Rīgas Yvan Mainini \| |
| Arbitri:                          | Kōstas Rīgas Yvan Mainini |                         |            |                                                                       |

| Seul 26 settembre 1988, ore 16:30 | Spagna                                     | 74 – 77 (40-41) referto | Australia | Jamsil Students' Gymnasium\| Arbitri: \| Aníbal García Arroyo Antônio Carlos Affini \| |
| Arbitri:                          | Aníbal García Arroyo Antônio Carlos Affini |                         |           |                                                                                        |

| Seul 26 settembre 1988, ore 19:30 | Unione Sovietica             | 110 – 105 (53-58) referto | Brasile | Jamsil Students' Gymnasium\| Arbitri: \| John Weiland Ľubomír Kotleba \| |
| Arbitri:                          | John Weiland Ľubomír Kotleba |                           |         |                                                                          |

| Seul 26 settembre 1988, ore 21:30 | Jugoslavia               | 95 – 73 (40-26) referto | Canada | Jamsil Students' Gymnasium\| Arbitri: \| Joe Forte Stavros Douvis \| |
| Arbitri:                          | Joe Forte Stavros Douvis |                         |        |                                                                      |

#### Piazzamenti 9º-12º posto
|  | Spareggi           | Spareggi           | Spareggi      |               |                    | Finale 9º-10º posto  | Finale 9º-10º posto  | Finale 9º-10º posto  |  |
|  |                    |                    |               |               |                    |                      |                      |                      |  |
|  | Rep. Centrafricana | Rep. Centrafricana | 63            |               |                    |                      |                      |                      |  |
|  | Rep. Centrafricana | Rep. Centrafricana | 63            |               |                    |                      |                      |                      |  |
|  | Egitto             | Egitto             | 57            |               |                    |                      |                      |                      |  |
|  | Egitto             | Egitto             | 57            |               | Rep. Centrafricana | Rep. Centrafricana   | 81                   |                      |  |
|  |                    |                    |               |               | Rep. Centrafricana | Rep. Centrafricana   | 81                   |                      |  |
|  |                    |                    | Corea del Sud | Corea del Sud | 89                 |                      |                      |                      |  |
|  | Corea del Sud      | Corea del Sud      | Corea del Sud | Corea del Sud | 89                 | 93                   |                      |                      |  |
|  | Corea del Sud      | Corea del Sud      |               |               |                    | 93                   |                      |                      |  |
|  | Cina               | Cina               | 90            |               |                    | Finale 11º-12º posto | Finale 11º-12º posto | Finale 11º-12º posto |  |
|  | Cina               | Cina               | 90            |               |                    |                      |                      |                      |  |
|  |                    |                    |               |               |                    |                      |                      |                      |  |
|  |                    |                    |               |               |                    | Egitto               | Egitto               | 75                   |  |
|  |                    |                    |               |               |                    | Egitto               | Egitto               | 75                   |  |
|  |                    |                    |               |               |                    | Cina                 | Cina                 | 97                   |  |

| Seul 26 settembre 1988, ore 9:45 | Rep. Centrafricana           | 63 – 57 (33-31) referto | Egitto | Jamsil Students' Gymnasium\| Arbitri: \| Mikhail Grigorev Fāng Lìjiān \| |
| Arbitri:                         | Mikhail Grigorev Fāng Lìjiān |                         |        |                                                                          |

| Seul 26 settembre 1988, ore 14:30 | Corea del Sud                 | 93 – 90 (47-48) referto | Cina | Jamsil Students' Gymnasium\| Arbitri: \| Vicente Sanchís Bruno Duranti \| |
| Arbitri:                          | Vicente Sanchís Bruno Duranti |                         |      |                                                                           |

| Seul 29 settembre 1988, ore 14:30 | Egitto                                  | 75 – 97 (42-56) referto | Cina | Jamsil Students' Gymnasium\| Arbitri: \| Aníbal García Arroyo Noureddine Taboubi \| |
| Arbitri:                          | Aníbal García Arroyo Noureddine Taboubi |                         |      |                                                                                     |

| Seul 29 settembre 1988, ore 16:30 | Rep. Centrafricana               | 81 – 89 (41-43) referto | Corea del Sud | Jamsil Students' Gymnasium\| Arbitri: \| Kōstas Rīgas Yehia Abou el-Seoud \| |
| Arbitri:                          | Kōstas Rīgas Yehia Abou el-Seoud |                         |               |                                                                              |

#### Piazzamenti 5º-8º posto
|  | Spareggi   | Spareggi   | Spareggi |        |         | Finale 5º-6º posto | Finale 5º-6º posto | Finale 5º-6º posto |  |
|  |            |            |          |        |         |                    |                    |                    |  |
|  | Porto Rico | Porto Rico | 86       |        |         |                    |                    |                    |  |
|  | Porto Rico | Porto Rico | 86       |        |         |                    |                    |                    |  |
|  | Brasile    | Brasile    | 104      |        |         |                    |                    |                    |  |
|  | Brasile    | Brasile    | 104      |        | Brasile | Brasile            | 106                |                    |  |
|  |            |            |          |        | Brasile | Brasile            | 106                |                    |  |
|  |            |            | Canada   | Canada | 90      |                    |                    |                    |  |
|  | Spagna     | Spagna     | Canada   | Canada | 90      | 91                 |                    |                    |  |
|  | Spagna     | Spagna     |          |        |         | 91                 |                    |                    |  |
|  | Canada     | Canada     | 96       |        |         | Finale 7º-8º posto | Finale 7º-8º posto | Finale 7º-8º posto |  |
|  | Canada     | Canada     | 96       |        |         |                    |                    |                    |  |
|  |            |            |          |        |         |                    |                    |                    |  |
|  |            |            |          |        |         | Porto Rico         | Porto Rico         | 93                 |  |
|  |            |            |          |        |         | Porto Rico         | Porto Rico         | 93                 |  |
|  |            |            |          |        |         | Spagna             | Spagna             | 92                 |  |

| Seul 28 settembre 1988, ore 9:45 | Porto Rico | 86 – 104 (39-51) referto | Brasile | Jamsil Students' Gymnasium |

| Seul 28 settembre 1988, ore 14:30 | Spagna | 91 – 96 (42-41) referto | Canada | Jamsil Students' Gymnasium |

| Seul 29 settembre 1988, ore 19:30 | Porto Rico | 93 – 92 (47-45) referto | Spagna | Jamsil Students' Gymnasium |

| Seul 30 settembre 1988, ore 9:45 | Brasile | 106 – 90 (43-39) referto | Canada | Jamsil Students' Gymnasium |

#### Semifinali
| Seul 28 settembre 1988, ore 12:00 | Stati Uniti                           | 76 – 82 (37-47) referto | Unione Sovietica | Jamsil Students' Gymnasium\| Arbitri: \| Vicente Sanchís Antônio Carlos Affini \| |
| Arbitri:                          | Vicente Sanchís Antônio Carlos Affini |                         |                  |                                                                                   |

| Seul 29 settembre 1988, ore 16:30 | Australia                     | 70 – 91 (31-44) referto | Jugoslavia | Jamsil Students' Gymnasium\| Arbitri: \| Wiesław Zych Jorge Rubinstein \| |
| Arbitri:                          | Wiesław Zych Jorge Rubinstein |                         |            |                                                                           |

#### Finali
3º-4º posto
| Seul 29 settembre 1988, ore 21:30 | Stati Uniti                 | 78 – 49 (52-29) referto | Australia | Jamsil Students' Gymnasium (7.000 spett.)\| Arbitri: \| Yvan Mainini Stavros Douvis \| |
| Arbitri:                          | Yvan Mainini Stavros Douvis |                         |           |                                                                                        |

1º-2º posto
| Arbitri: | Joe Forte Antônio Carlos Affini |

| |            | |
| Marčiulionis 21 | Punti      | 24 Petrović |
| Marčiulionis 6 | Assist     | 4 Petrović |
| Sabonis 15 | Rimbalzi   | 7 Divac |
| Sokk, Chomičius, Marčiulionis, Volkov, Sabonis Tarakanov, Tichonenko, Kurtinaitis, Belostennyj n.e.: Miglinieks, Pankraškin, Hoborov | Formazioni | Petrović, Cvjetićanin, Paspalj, Divac, Rađa Kukoč, Čutura, Obradović, Vranković n.e.: Radulović, Zdovc, Arapović |
| Aleksandr Gomel'skij | Allenatori | Dušan Ivković |

## Classifica finale
| Campione olimpico | Campione olimpico  | Campione olimpico |
| --- | ------------------ | --- |
| Unione Sovietica4 Volkov, 5 Sokk, 6 Tarakanov, 7 Marčiulionis, 8 Miglinieks, 9 Tichonenko, 10 Kurtinaitis, 11 Sabonis, 12 Pankraškin, 13 Chomičius, 14 Belostennyj, 15 Hoborov, All. Aleksandr Gomel'skij |                    | |
| Argento | Jugoslavia         | Jugoslavia4 Petrović, 5 Radulović, 6 Čutura, 7 Kukoč, 8 Paspalj, 9 Obradović, 10 Zdovc, 11 Vranković, 12 Divac, 13 Arapović, 14 Rađa, 15 Cvjetićanin, All. Dušan Ivković                |
| Bronzo | Stati Uniti        | Stati Uniti4 Richmond, 5 C.E. Smith, 6 Coles, 7 Hawkins, 8 Grayer, 9 C.D. Smith, 10 Anderson, 11 Augmon, 12 Majerle, 13 Manning, 14 Reid, 15 Robinson, All. John Thompson               |
| 4. | Australia          | Australia4 Pearce, 5 Sibley, 6 Smyth, 7 Sengstock, 8 Keogh, 9 Carroll, 10 Longley, 11 Gaze, 12 Bradtke, 13 Dalton, 14 Vlahov, 15 Borner, All. Adrian Hurley                             |
| 5. | Brasile            | Brasile4 Paulinho, 5 Guerrinha, 6 Gerson, 7 Pipoka, 8 Rolando, 9 Cadum, 10 Maury, 11 Marcel, 12 Luiz Felipe, 13 Paulão, 14 Oscar, 15 Israel, All. Ary Vidal                             |
| 6. | Canada             | Canada4 Clarke, 5 Turcotte, 6 Pasquale, 7 Tilleman, 8 Kristmanson, 9 Triano, 10 Walton, 11 Hatch, 12 Mungar, 13 Raffin, 14 Yearwood, 15 Kazanowski, All. Jack Donohue                   |
| 7. | Porto Rico         | Porto Rico4 Ortiz, 5 López, 6 Gause, 7 Ithier, 8 Mincy, 9 Ríos, 10 Cruz, 11 Rivas, 12 Morales, 13 É. de León, 14 F. de León, 15 Ramos, All. Armando Torres                              |
| 8. | Spagna             | Spagna4 Villacampa, 5 Llorente, 6 Biriukov, 7 Margall, 8 Jiménez, 9 Andreu, 10 Montero, 11 Arcega, 12 Solozábal, 13 Martínez, 14 Martín, 15 Epi, All. Antonio Díaz-Miguel               |
| 9. | Corea del Sud      | Corea del Sud4 Lee W., 5 Choe, 6 Lee C., 7 O, 8 Yu, 9 Lee M., 10 Kim H., 11 Heo, 12 Kim Yun-ho, 13 Park, 14 Kim Yu-taek, 15 Han, All. Bang Yeol                                         |
| 10. | Rep. Centrafricana | Rep. Centrafricana4 Oumarou, 5 A. Goporo, 6 Ouagon, 7 Kongaouin, 8 Pehoua-Pelema, 9 M'Bongo, 10 F. Goporo, 11 Kotta, 12 Gombe, 13 Lavodrama, 14 Bella, 15 Naoueyama, All. Marcel Bimale |
| 11. | Cina               | Cina4 Gong, 5 Wang F., 6 Huang, 7 Sha, 8 Zhang X., 9 Song, 10 Li, 11 Sun, 12 Wang L., 13 Zhang Y., 14 Xu, 15 Zhang B., All. Qian Chenghai                                               |
| 12. | Egitto             | Egitto4 Abdoun, 5 Moussa, 6 Sedqi, 7 al-Sayid, 8 Attalah, 9 Abu al-Khair, 10 el-Kordi, 11 Mahmoud Ali, 12 Khalil, 13 el-Shakeri, 14 Mohamed, 15 Soliman, All. Adel Sabri                |